# Правила Чаргаффа
Пра́вила Ча́ргаффа — система встановлених правил, що описують кількісні співвідношення між різними типами азотистих основ у ДНК. Правила були сформульовані в результаті роботи групи біохіміка Ервіна Чаргаффа в 1949—1951 роках.
До робіт групи Чаргаффа панувала так звана «тетрануклеотидна» теорія, згідно з якою вважалося, що ДНК складається з повторюваних блоків по чотири різних азотистих основи (аденін, тимін, гуанін і цитозин) в кожному. Чаргаффу зі співробітниками вдалося розділити нуклеотиди ДНК за допомогою паперової хроматографії і визначити точні кількісні співвідношення нуклеотидів різних типів. Вони значно відрізнялися від еквімолярних, яких можна було б очікувати, якби всі чотири типи були представлені в рівних пропорціях. Співвідношення, виявлені Чаргаффом (описано в першому постулаті) для аденіну (А), тиміну (Т), гуаніну (Г) і цитозину (Ц), виявилися такими:
1. Вміст аденіну рівний вмісту тиміну, а вміст гуаніну — кількості цитозину: А=Т, Г=Ц.
2. Кількість пуринів дорівнює кількості піримідинів: А+Г=Т+Ц.
3. Кількість основ з 6 аміногруп дорівнює кількості основ з 6 кетогруп: А+Ц=Г+Т (Це правило слідує з першого). Разом з тим, співвідношення частки Г+Ц (вміст ГЦ) може бути різним у ДНК різних видів. У одних переважають пари АТ, в інших — ГЦ.

Правила Чаргаффа разом із даними рентгеноструктурного аналізу, зіграли вирішальну роль в розшифровці структури ДНК Джеймсом Вотсоном і Френсісом Кріком.